# Claremont House

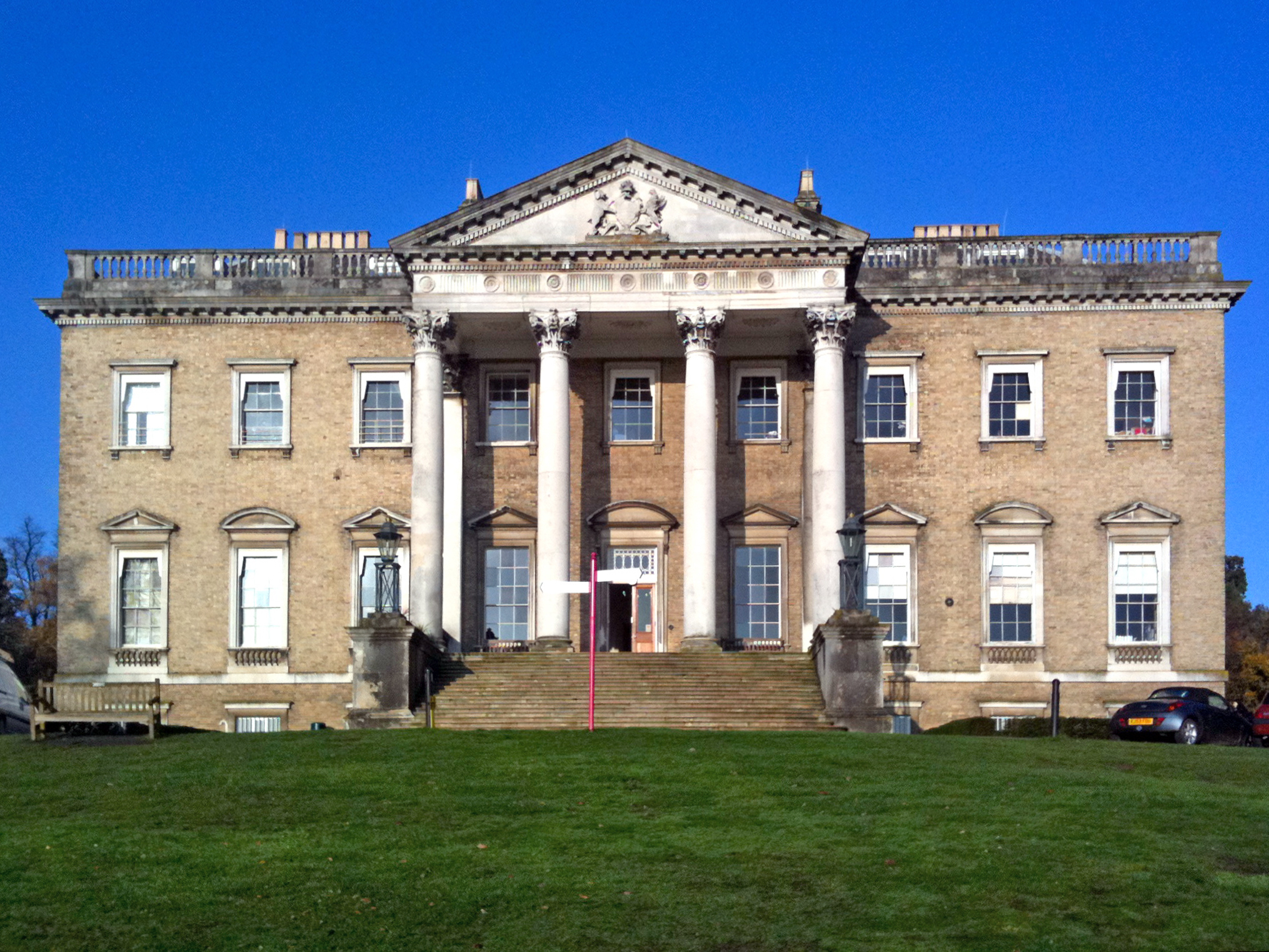
Vista del frontis.

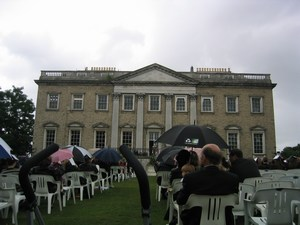
Reunión de verano en Claremont en 2004

Claremont es una mansión de estilo palladiano del siglo XVIII que se encuentra a un kilómetro al sur de Esher, en Surrey, en Inglaterra. Aquí es donde el rey Luis Felipe I de Francia vivió y murió después de la Revolución de 1848.
La mansión Claremont es famosa por sus jardines de estilo inglés, donde intervinieron algunos de los paisajistas más conocidos de la época como Charles Bridgeman, Capability Brown, William Kent y sir John Vanbrugh.